# Mistrzostwa Europy w Lekkoatletyce 1946 – rzut oszczepem kobiet
Rzut oszczepem kobiet był jedną z konkurencji rozgrywanych podczas III Mistrzostw Europy w Oslo. Kwalifikacje i finał zostały rozegrane w sobotę, 24 sierpnia 1946 roku. Zwyciężczynią tej konkurencji została reprezentantka ZSRR Kławdia Majuczaja. W rywalizacji wzięło udział trzynaście zawodniczek z dziewięciu reprezentacji.

## Rekordy
| Rekord świata     | Ludmiła Anokina (SUN)      | 48,39 | Kijów, ZSRR        | 15.09.1945 |
| Rekord świata     | Anneliese Steinheuer (GER) | 47,24 | Frankfurt, Niemcy  | 21.06.1942 |
| Rekord Europy     | Ludmiła Anokina (SUN)      | 48,39 | Kijów, ZSRR        | 15.09.1945 |
| Rekord Europy     | Anneliese Steinheuer (GER) | 47,24 | Frankfurt, Niemcy  | 21.06.1942 |
| Rekord mistrzostw | Lisa Gelius (GER)          | 45,58 | Wiedeń, III Rzesza | 18.09.1938 |

## Wyniki

### Kwalifikacje
| Miejsce | Zawodniczka          | Wynik | Uwagi |
| ------- | -------------------- | ----- | ----- |
| 1       | Kławdia Majuczaja    | 45,90 | CR, Q |
| 2       | Johanna Koning       | 44,28 | Q     |
| 3       | Ludmiła Anokina      | 39,74 | Q     |
| 4       | Maria Kwaśniewska    | 37,39 | Q     |
| 5       | Mária Rohonczi       | 37,04 | Q     |
| 6       | Regina Marjanen      | 36,59 | Q     |
| 7       | Elly Dammers         | 36,34 | Q     |
| 8       | Helena Stachowicz    | 36,21 | Q     |
| 9       | Stella Møllgaard     | 35,31 |       |
| 10      | Dagny Carlsson       | 35,28 |       |
| 11      | Matild Regdanszky    | 34,91 |       |
| 12      | Anne Marie Opsann    | 29,94 |       |
| 13      | Kathleen Dyer-Tilley | 26,05 |       |

### Finał
| Miejsce | Zawodniczka       | Wynik | Uwagi |
| ------- | ----------------- | ----- | ----- |
| 1       | Kławdia Majuczaja | 46,25 | CR    |
| 2       | Ludmiła Anokina   | 45,84 |       |
| 3       | Johanna Koning    | 43,24 |       |
| 4       | Elly Dammers      | 41,16 |       |
| 5       | Mária Rohonczi    | 40,66 |       |
| 6       | Maria Kwaśniewska | 38,57 |       |
| 7       | Regina Marjanen   | 36,34 |       |
| 8       | Helena Stachowicz | 35,52 |       |